# Triamteren
Triamteren ist eine organisch-chemische Substanz mit einem Pteridingerüst, einem zweikernigen stickstoffhaltigen Aromat. Sie wird in der Medizin als Arzneistoff aus der Gruppe der kaliumsparenden Diuretika eingesetzt. Triamteren wirkt harntreibend, indem es die Natrium-Ausscheidung über die Nieren fördert. Natrium bindet Wasser in einer Hydrathülle, so dass in der Folge vermehrt Wasser ausgeschieden wird. Durch die Wirkung am spätdistalen Tubuluslumen und am Sammelrohr – also im letzten Abschnitt der Harnproduktion – hält Triamteren Kalium im Körper zurück.

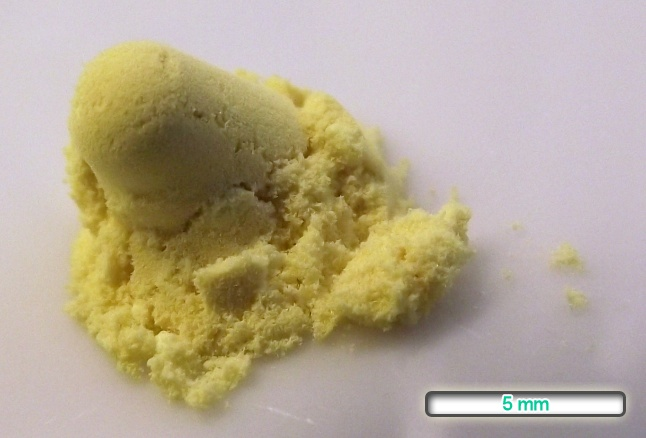
Reines Triamteren ist ein gelbes, kristallines Pulver.

## Wirkweise
Triamteren hemmt ebenso wie die Substanz Amilorid den aldosteronabhängigen epithelialen Natriumkanal im spätdistalen Tubulus.
In diesem Abschnitt des Tubulussystems werden Natriumionen passiv aus dem Harn resorbiert. Da diese Ionen eine positive Ladung besitzen, müssen im Austausch wieder positive Ladungen an den Harn abgegeben werden. Dies geschieht in Form von Kaliumionen. Wird nun die Natriumresorption durch Blockade des Kanals gehemmt, so wird sekundär die Kaliumausscheidung verringert.
Je mehr Natriumionen im Harn des spätdistalen Tubulus vorliegen, desto mehr werden normalerweise rückresorbiert und desto mehr Kalium geht an dieser Stelle verloren. Da andere Diuretika größtenteils über eine Erhöhung der Natriumausscheidung (zu einem früheren Zeitpunkt im Tubulussystem) in den Harn wirken, geht hier viel Kalium verloren – was durch Triamteren wie auch Amilorid verhindert werden kann. Deshalb wirken diese Diuretika auch umso stärker je mehr Natrium im Lumen vorliegt, verstärken also die Wirkung der Thiaziddiuretika.

## Anwendungsgebiete
Triamteren wird in der Regel in Kombination mit Thiaziddiuretika (z. B. Bemetizid, Hydrochlorothiazid, Xipamid) oder Schleifendiuretika angewandt in der Behandlung der Hypertonie und der chronischen Herzinsuffizienz: durch den abnehmenden Wasseranteil verringert sich die Blutmenge, das Herz wird entlastet und der Blutdruck sinkt. Auch können Wasseransammlungen im Gewebe (Ödeme) – etwa als Folge von Leber- oder Nierenerkrankungen oder bedingt durch Herzmuskelschwäche – ausgeschwemmt werden, da Wasser, das ins Gewebe übergetreten ist, durch Osmose wieder in den Blutkreislauf zurückgeführt wird.
Da Thiaziddiuretika zunehmend in Kombination mit kaliumsparenden ACE-Hemmern oder Sartanen eingesetzt werden, hat Triamteren therapeutisch an Bedeutung verloren.

## Pharmakokinetik
Triamteren unterliegt einem beachtlichen First-Pass-Effekt: Bei einer Resorption von 85 % besitzt es eine Bioverfügbarkeit von etwa 50 %. Schon nach ca. einer Stunde tritt die diuretische Wirkung ein und erreicht ihr Maximum nach 3 bis 4 Stunden. Die Plasmahalbwertszeit beim gesunden Menschen ist mit 2 bis 4 Stunden deutlich geringer als die von Amilorid; allerdings ist der Phase-II-Metabolit p-Hydroxytriamteren-Schwefelsäureester noch wirksam.

## Handelsnamen
Monopräpate
Dyrenium (USA)
Kombination mit
- Bemetizid: Dehydro Sanol tri (D), Diucomb (D),
- Hydrochlorothiazid: Diuretikum Verla (D), Diu Venostasin (D), Dytide H (D, A), Nephral (D), Triampur comp. (D), Triarese (D), Turfa gamma (D)
- Hydrchlorothiazid und Propanolol: Beta-Turfa (D), Dociteren (D), Propra comp. (D)
- Xipamid: Neotri (D)

und andere.